# Farthest South

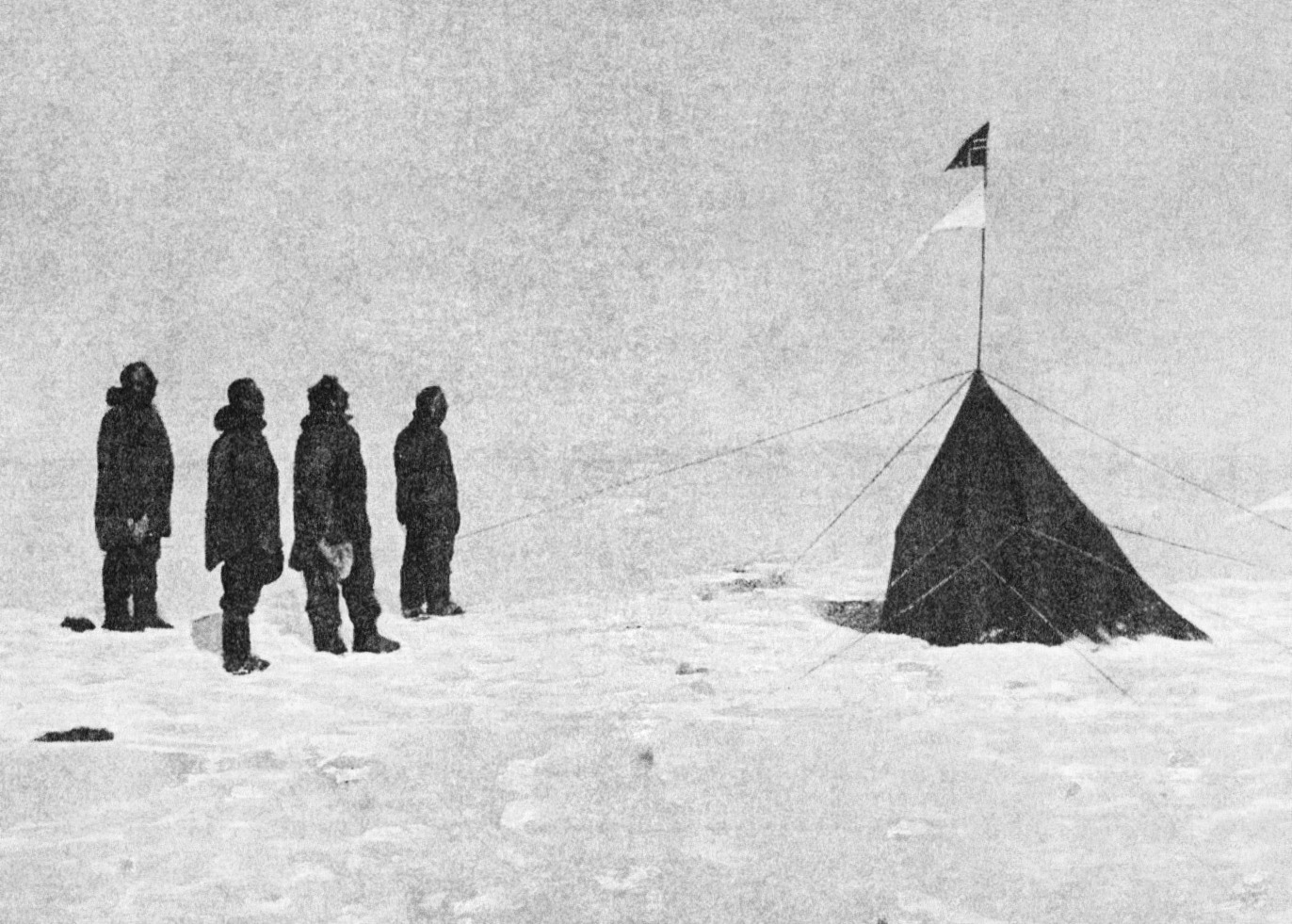
Amundsen e o seu grupo norueguês no Polo Sul, no dia 17 de dezembro de 1911. Dois dias antes tinham alcançado a latitude 90°S.

Farthest South é uma expressão em língua inglesa que significa «o mais a sul» e que descreve a latitude mais a sul alcançada pelos exploradores antes de chegar ao Polo Sul, e cuja conquista em 1911 tornou entretanto obsoleta. As regiões polares meridionais são muito menos acessíveis que as do norte do planeta, uma vez que implicam atravessar a Antártida após longas viagens por navio ou avião.
Alguns marcos significativos no caminho efetuado até ao polo foram a descoberta de terras a sul do Cabo Horn, em 1619; a travessia de James Cook do Círculo Polar Antártico, em 1773; e as primeiras observações do continente antártico em 1820. Do século XIX em diante, a vontade de alcançar latitudes mais a sul tornou-se numa corrida para chegar ao polo, culminando na sua conquista por Roald Amundsen, em dezembro de 1911.
Nos anos que antecederam o objetivo de conquista do polo em si, eram outros os motivos que levavam os exploradores e aventureiros para sul. De início, a principal motivação era a descoberta de novas rotas comerciais entre a Europa e o Extremo Oriente. Depois de essas rotas terem sido estabelecidas, e de os principais acidentes geográficos da Terra terem sido cartografados, o fascínio por aventuras era o grande continente fértil "Terra Australis" o qual, de acordo com o mito, se encontra escondido no sul. A crença na existência desta terra continuou até ao século XVIII; os exploradores mostravam-se relutantes em aceitar a verdade, que ia surgindo, da existência de um território frio, inóspito no Oceano Antártico.
As viagens de James Cook entre 1771–74, demonstraram, de uma forma conclusiva, a natureza provavelmente hostil das terras por descobrir. Este facto mudou o foco de atenção, na primeira metade do século XIX, das rotas comerciais para a exploração e a descoberta. Após o primeiro Inverno passado na Antártida em 1899, a perspetiva de chegar ao Polo Sul, começou a ser algo de atingível, e a corrida para lá chegar, começou. Os britânicos foram marcantes neste empreendimento, caracterizado pela rivalidade entre Robert Falcon Scott e Ernest Shackleton durante a Idade Heroica da Exploração da Antártida. Os esforços de Shackleton revelaram-se insuficientes; Scott atingiu o polo em janeiro de 1912 apenas para descobrir que tinha sido ultrapassado pelo norueguês Amundsen.

## Primeiras viagens

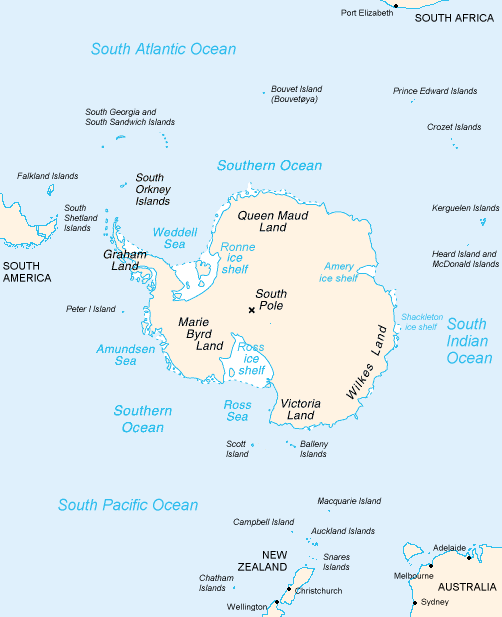
A Antártida e as ilhas circundantes, com a Terra do Fogo e as ilhas Auckland.

Em 1494, as principais potências marítimas - Portugal e Espanha - assinaram o Tratado de Tordesilhas que estabelecia uma linha vertical, pelo meio do Oceano Atlântico, definindo que todas as rotas comerciais a leste dessa linha pertenciam a Portugal. Esta situação dava a Portugal o domínio da única rota conhecida para oriente, via Cabo da Boa Esperança e Oceano Índico, deixando para Espanha (e, mais tarde, outros países) a possibilidade de descobrir uma rota para oeste, através do Oceano Pacífico. A exploração da região sul começou como parte da busca por uma rota nessa direção.
Em contraste com o Ártico, não existiam indícios de presença humana na Antártida, ou nas ilhas vizinhas, antes da Era dos Descobrimentos. Contudo, as zonas mais a sul da América do Sul eram habitadas por tribos como os Selknam/Ona, os Yagán/Yámana, os Alacalufe e os Aush. Os Aush, em particular, efetuavam viagens regulares à ilha dos Estados, a 29 km da porção principal da Terra do Fogo, sugerindo que alguns deles poderão ter sido capazes de alcançar as ilhas perto do Cabo Horn. Alguns artefactos e restos, de canoas, dos índios da Terra do Fogo foram descobertos nas ilhas Falkland, colocando a hipótese de uma capacidade ainda maior de grandes viagens pelo mar.
Enquanto os naturais da Terra do Fogo não tivessem capacidade de realizar verdadeiras viagens oceânicas, os Polinésios tinham. Existem alguns indícios de visitas de polinésios a algumas ilhas subantárticas a sul da Nova Zelândia, embora estas fossem mais afastadas da Antártida do que da da América do Sul. Um caco de cerâmica foi descoberto nas ilhas Antípodas, e encontra-se no Museu de Te Papa em Wellington; existem, também, restos da presença polinésia datados do século XIII na ilha Enderby, das ilhas Auckland. A lenda sugere que Ui-te-Rangiora, por volta do ano 650, liderou uma frota de Waka Tīwai em direção a sul até chegarem "um local de um frio terrível onde estruturas rochosas surgiam do mar", A breve descrição aparenta ser semelhante à Plataforma de gelo Ross ou, possivelmente, ao continente antártico, mas pode ser, simplesmente, uma descrição dos icebergues ou de bancos de gelo existentes no oceano Antártico.

### Fernão de Magalhães

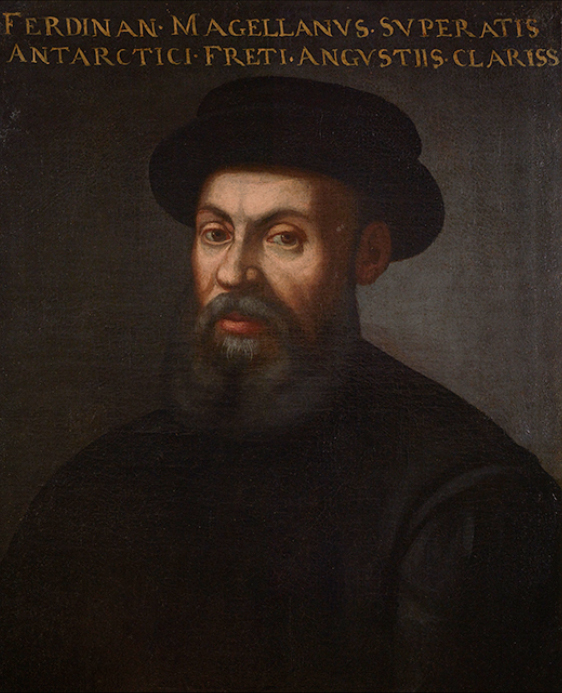
Fernão de Magalhães (anónimo, século XVI ou XVII, The Mariner's Museum, Newport News, VA.

Embora português de nascimento, Fernão de Magalhães prestou uma parte dos seus serviços a Carlos I de Espanha. A 10 de agosto de 1519 partiu de Sevilha com uma esquadra de cinco navios em busca de uma rota para oeste, para as ilhas Molucas, nas Índias Orientais. O sucesso dependia da descoberta de um estreito ou passagem através do da América do Sul, ou encontrar o ponto mais a sul do continente sul-americano, e circundá-lo. A costa sul-americana foi avistada a 6 de dezembro de 1519, e Magalhães navegou com precaução para sul, seguindo a linha de costa até atingir a latitude 49°S, no dia 31 de março de 1520. Pouco ou nada era conhecido desta parte da costa a sul daquele ponto e, por esta razão, Magalhães decidiu esperar e passar o Inverno em Puerto San Julian.
Em setembro de 1520, a viagem prosseguiu pela costa inexplorada e, a 21 de outubro, chegaram à latitude 52°S. Aqui, Fernão de Magalhães encontrou uma entrada que se veio a revelar o estreito que ele procurava, mais tarde conhecido pelo seu nome. No início de novembro de 1520, à medida que a esquadra navegava pelo estreito, chegaram ao sul ponto mais a sul - latitude 54°S. Esta nova latitude era um novo recorde Farthest South para um navegador europeu, embora não fosse a localização mais a sul alcançada pelo homem, dado esta nova latitude se encontrar a norte da habitada Terra do Fogo, lar de colónias humanas.

### Francisco de Hoces
O primeiro avistamento de uma passagem oceânica para o Pacífico a sul da Terra do Fogo é, por vezes, atribuído a Francisco de Hoces da expedição de García Jofre de Loaísa. Em janeiro de 1526, o seu navio, San Lesmes, foi empurrado pelo vento para sul desde o estreito de Magalhães até um ponto onde a tripulação pensou avistar uma porção de terra com água por trás dela, o que indicava a extremidade sul do continente. Não se sabe que terra eles viram, mas terá sido o Cabo Horn. Em algumas partes do mundo de língua espanhola, acredita-se que Hoces terá descoberto o estreito que mais tarde se designaria por Passagem de Drake, mais de 50 anos antes de Sir  Francis Drake, o corsário britânico.

### Francis Drake

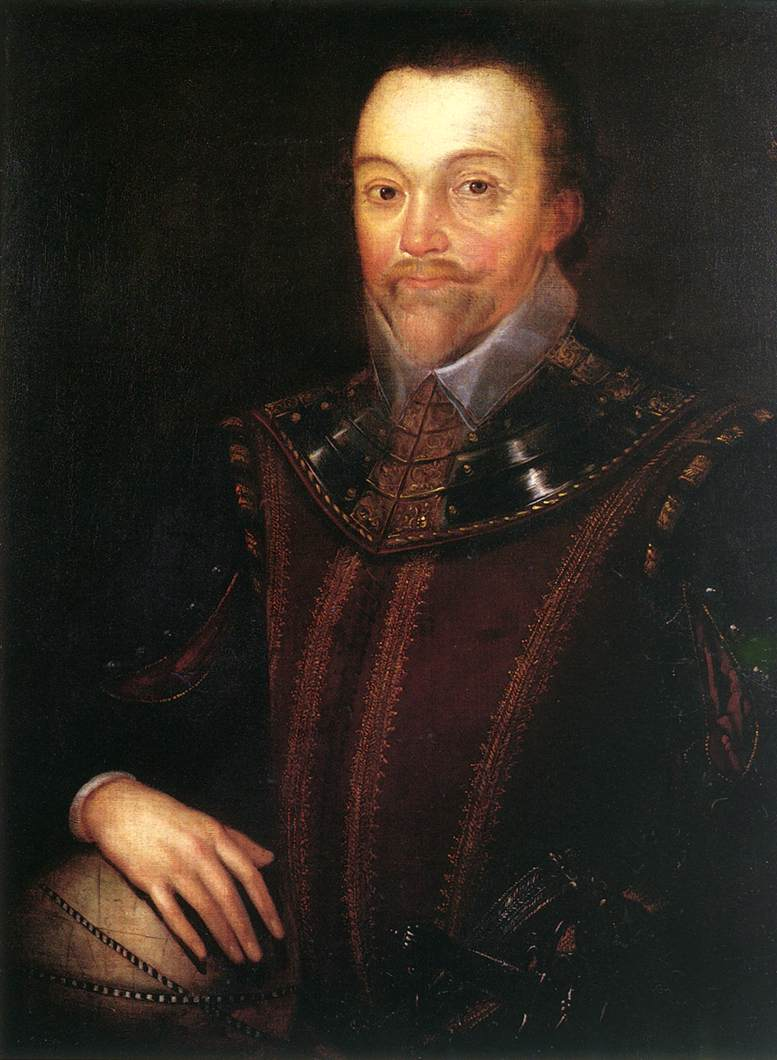
Sir Francis Drake.

Sir Francis Drake rumou desde Plymouth, a 15 de novembro de 1577, à frente de uma frota de cinco navios, sob o comando do seu navio-almirante Pelican, mais tarde com a designação de Golden Hinde. O seu principal objetivo era a pilhagem e não a exploração; o seu destino eram as cidades costeiras espanholas, mal defendidas, do Chile e do Peru, no Pacífico. Seguindo a rota de Magalhães, Drake chegou a Puerto San Julian no dia 20 de junho. Depois de quase dois meses ancorado, Drake deixou o porto com três navios e uma pequena pinaça. Os seus navios entraram no estreito de Magalhães no dia 23 de agosto e, no dia 6 de setembro, entraram no oceano Pacífico.
Drake definiu uma rota para noroeste, mas no dia seguinte os navios foram atingidos por uma forte tempestade, e ficaram afastados uns dos outros. O Marigold foi afundado por uma onda gigante; o Elizabeth conseguiu regressar ao estreito, e mais tarde rumou para leste, de regresso a Inglaterra; a pinaça acabaria por se afundar, tempo depois. As tempestades continuaram por mais sete semanas. O Golden Hinde foi arrastado para sudoeste antes de conseguir inverter o seu rumo de regresso a terra. A 22 de outubro, o navio ancorou ao largo de uma ilha que Drake deu o nome de "ilha Isabel", e onde recolheram madeira, focas e pinguins para a sua alimentação.
De acordo com o piloto de Drake, de origem portuguesa, Nuno da Silva, a sua posição era a latitude 57°S. No entanto, não existe qualquer ilha naquela posição. As ilhas, ainda por descobrir na altura, ilhas Diego Ramirez, posicionadas a 56°30'S, não têm árvores e não devem ser as ilhas onde a tripulação de Drake recolheu a madeira. Este facto indica que os cálculos da navegação estavam errados, e que Drake desembarcou perto do Cabo Horn, possivelmente na ilha de Hornos. A sua máxima latitude sul não é certa, mas pode ser indicada como a posição do Cabo Horn, a 55°59'S. No seu relatório, Drake escreveu: "A extremidade do Cabo ou a porção de terra de todas estas ilhas situa-se perto dos 56°, e não há mais nenhuma terra à vista a sul, a não ser onde onde os oceanos Atlântico e Pacífico se encontram." Esta abertura no mar, a sul do Cabo Horn tornou-se conhecida como a Passagem de Drake, embora Drake nunca a tenha atravessado.

### Willem Schouten
A 14 de junho de 1615, Willem Schouten, com os navios Eendracht e Hoorn, partiu de Texel, nos Países Baixos, na procura de uma rota a oeste para o Pacífico. O Hoorn incendiou-se e ficou para trás, mas o Eendracht continuou em direção a sul. No dia 16 de janeiro de 1616, Schouten chegou ao que ele pensava ser o cabo mais a sul do continente sul-americano; deu-lhe o nome de Kaap Hoorn (Cabo Horn) homenageando a sua terra-natal e o seu navio perdido. As leituras de navegação de Schouten não são precisas — atribuiu a latitude deste cabo a 57°48'S, quando, na realidade, a posição correta é 55°58'S. O seu registo de 58°S é, na generalidade, desconsiderado, embora ele tenha navegado para oestes e tornado-se o primeiro europeu a alcançar o Pacífico através da Passagem de Drake.

### Expedição de Garcia de Nodal
O registo seguinte da Passagem de Drake ter sido atravessada, data de fevereiro de1619, e deve-se aos irmãos Bartolome e Gonzalo Garcia de Nodal. Durante a sua exploração, descobriram um pequeno grupo de ilhas a cerca de 100 km a sudoeste do Cabo Horn, a uma latitude de 56°30'S. Deram-lhe o nome de ilhas Diego Ramirez, o pilo da expedição. Estas ilhas mantiveram-se a terra mais a sul conhecida no mundo até à descoberta das ilhas Sandwich pelo capitão Cook, em 1775.

### Outras descobertas
As viagens e as descobertas nos oceanos a sul continuaram. Em agosto de 1592, o marinheiro britânico John Davis abrigou-se "entre umas ilhas nunca antes descobertas" — presume-se serem as ilhas Falkland. Em 1675, o mercador inglês Anthony de la Roché, avistou a Geórgia do Sul; em 1739, o francês Jean-Baptiste Bouvet de Lozier descobriu a remota ilha Bouvet, e, em 1772, o se compatriota Yves-Joseph de Kerguelen de Trémarec, descobriu as ilhas Kerguelen. Enquanto La Roché e Bouvet atravessaram a Convergência Antártica para entrar na região antártica, nenhuma destas descobertas foi para além da latitude sul de registada pelos irmãos Garcia de Nodal.

## Primeiros exploradores da Antártida

### Capitão James Cook

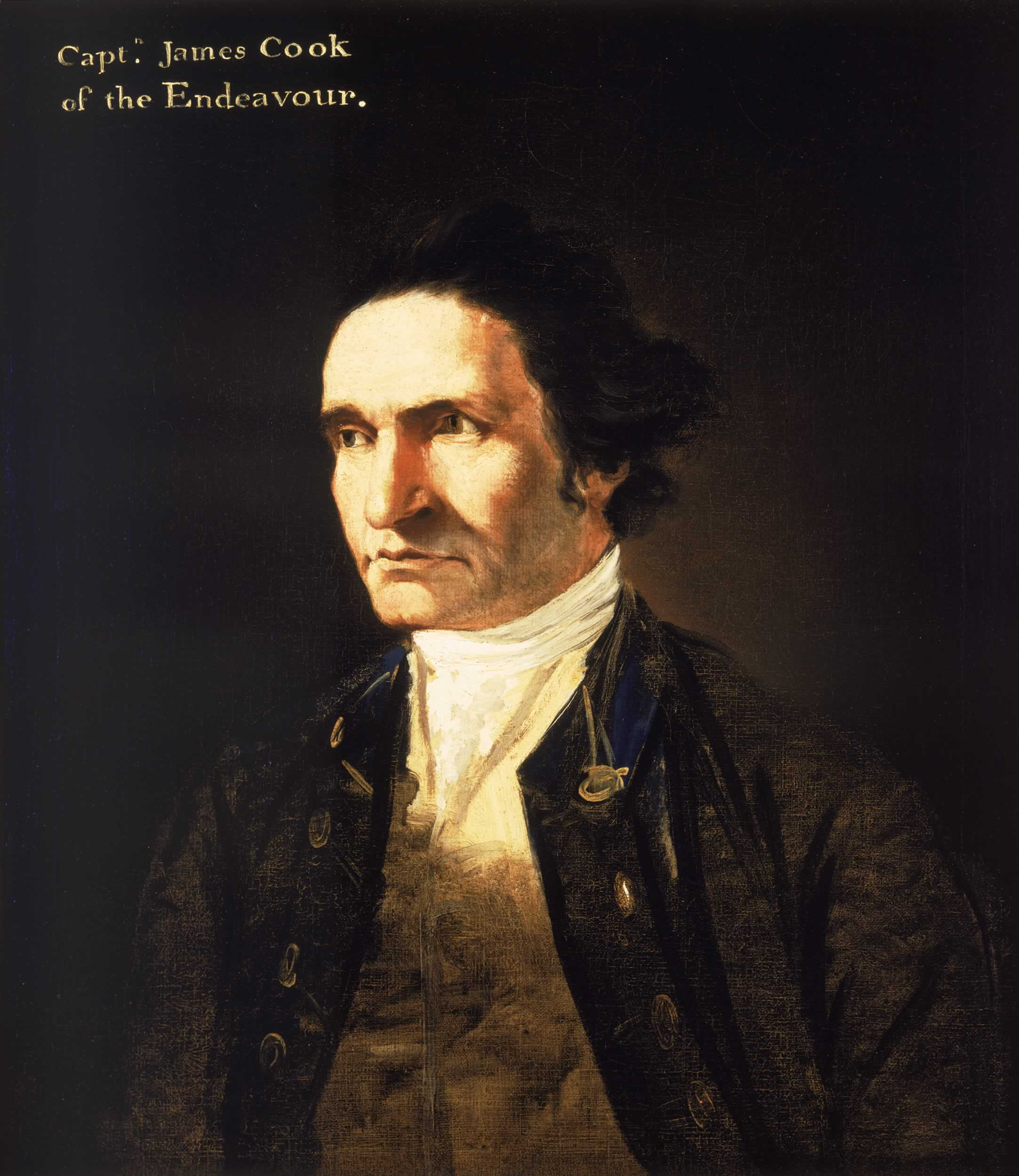
Capitão James Cook.

A segunda das viagens históricas de James Cook - entre 1772–1775 -, tinha por objetivo a busca pela Terra Australis Incognita que se acreditava estar localizada algures nas latitudes, ainda inexploradas, abaixo de 40°S. Cook saiu de Inglaterra em setembro de 1772 com dois navios, o HMS Resolution e o HMS Adventure. Depois de uma paragem na Cidade do Cabo, a 22 de novembro, os dois navios partiram em direção a sul, mas foram empurrados para leste devido a fortes tempestades. Retomando a sua rota prevista para sul, encontraram os primeiros blocos de gelo no dia 10 de dezembro. O gelo depressa ficou mais compacto, formando uma barreira, obrigando Cook a aplicar a sua experiência como marinheiro para encontrar uma passagem. Cook acabou por descobrir mar aberto e conseguiu continuar viagem; a 17 de janeiro de 1773, a expedição chegou ao Círculo Polar Antártico, a 66°20'S, sendo a primeira a lá chegar. O gelo aí encontrado impediu-lhes a progressão da viagem, e viraram para nordeste em direção à Nova Zelândia, onde chegaram a 26 de março.
Durante os meses seguintes, a expedição explorou a região sul do oceano Pacífico antes de Cook levar o Resolution novamente para sul - o Adventure tinha regressado para a África do Sul após de uma escaramuça com a população da Nova Zelândia. Desta vez, Cook conseguiu penetrar mais além do Círculo Antártico e, no dia 30 de janeiro de 1774, chegou à latitude 71°10'S, o seu Farthest South, mas o estado do gelo bloqueou por completo a sua progressão para sul. Esta latitude só seria ultrapassada 49 anos mais tarde.
No decurso das suas viagens em águas antárticas, Cook deu a volta ao mundo a latitudes acima de 60°S, e não viu nada mais do que ilhas inóspitas e sem vida, sem qualquer indivíduo do fértil continente que alguns acreditavam localizar-se a sul. Cook escreveu que se tal continente existe, seria um "território condenado pela natureza", e que "nenhum homem se aventuraria para além de mim, e que o território a sul nunca será explorado"; concluiu com: "Caso o impossível seja alcançado, e a terra atingida, será inutilmente e sem qualquer benefício para o descobridor ou a sua nação".

### Em busca de terra
Apesar da previsão de Cook, no início do século XIX foram realizadas várias tentativas de penetrar mais além a sul, e de descobrir novas terras. Em 1819, William Smith, ao comando do bergantim Williams, descobriu as ilhas Shetland do Sul, e, no ano seguinte, Edward Bransfield, no mesmo navio avistou a Península Trinity na extremidade norte da Terra de Graham. Dias antes da descoberta de Bransfield, a 27 de janeiro de 1820, o capitão russo Fabian von Bellingshausen, noutra zona da Antártida, chegou ao largo da costa daquela que é atualmente conhecida como Terra da Rainha Maud. Deste modo, Von Bellingshausen é visto como a primeira pessoa a ver a parte continental da Antártida, embora não tenha sido ele próprio a reclamar tal feito. Bellingshausen efetuou duas circum-navegações entre as latitudes 60 e 67°S, e, em janeiro de 1821, chegou à sua latitude mais a sul de 70°S, numa longitude próxima da que Cook tinha registado 47 anos antes. Em 1821, o capitão norte-americano de pesca de focas, John Davis, liderou um grupo que desembarcou numa porção de terra desconhecida para além das Shetlands do Sul. "Julgo que esta terra a sul seja um Continente", escreveu no seu diário de bordo; se ele estava correto, o seu grupo foi o primeiro a pisar o continente antártico.

### James Weddell
James Weddell foi um marinheiro de origem anglo-escocesa que prestou serviço tanto na Marinha Real Britânica, como na Marinha mercante, antes de realizar as suas primeiras viagens às águas antárticas. Em 1819, ao comando do bergantim de 160 toneladas, Jane, que tinha sido adaptado para navio de pesca de baleias, partiu para uma zona de baleias recém-descoberta nas ilhas Sandwich do Sul. O seu principal interesse nesta viagem era descobrir as "ilhas Aurora", as quais terão sido avistadas a 53°S, 48°W, pelo navio espanhol Aurora, em 1762. Contudo, não conseguiu descobrir esta terra não-existente, mas as suas atividades piscatórias trouxeram benefícios.

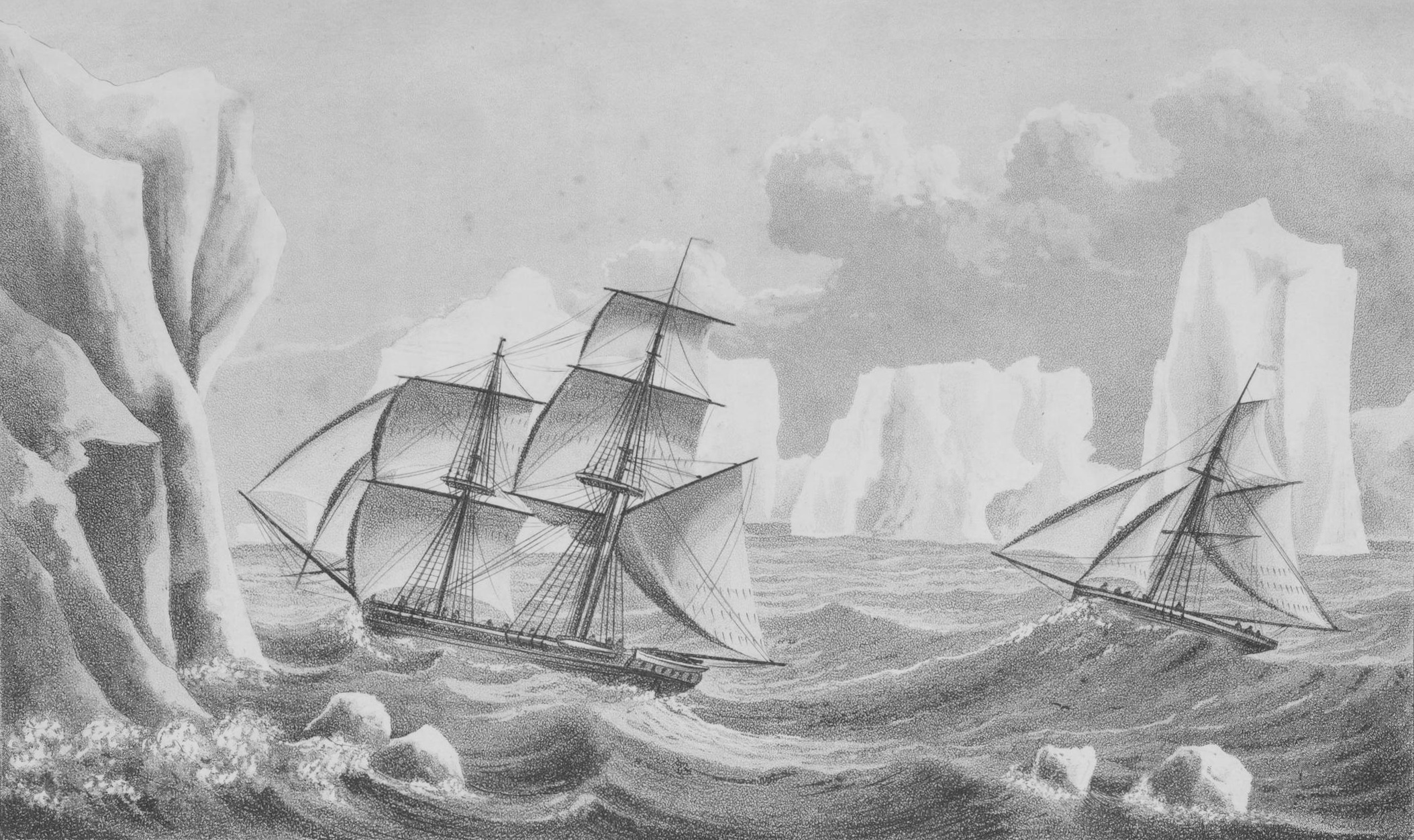
Navios de Weddell Jane e Beaufoy, a navegar a todo o pano.

Em 1822, Weddell, de novo ano comando do Jane, e desta vez acompanhado pelo pequeno Beaufoy, rumou para sul com instruções para que, caso não conseguisse pescar, devia "investigar para além das rotas dos anteriores navegadores". Estas ordens iam de encontro aos instintos de explorador de Weddell, e equipou o navio com cronómetros, termómetros, bússolas, barómetros e mapas. Em janeiro de 1823, fez várias pesquisas nas águas entre as ilhas Sandwich do Sul e as ilhas Órcades do Sul, na procura de novas terras. Não encontrando nada, virou para sul, pelo meridiano 40°W, até ao interior do mar que agora tem o seu nome. A estação do ano estava invulgarmente calma, e Weddell relatou que "nem um único pedaço de gelo se avistava". A 20 de fevereiro de 1823, chegou à nova latitude de 74°15'S, três graus para além da de Cook. Sem saber que estava próximo de terra, Weddell decidiu voltar para norte desde este ponto convencido de que o mar continuava até ao Polo Sul. Mais dois dias de viagem e poderia ter avistado Terra de Coats, que só seria descoberta em 1904, por William Speirs Bruce, durante a Expedição Nacional Antártica Escocesa, de 1902–04. No seu regresso a Inglaterra, o facto de ter alegado que ultrapassou o recorde de Cook "causou alguma desconfiança", mas por pouco tempo pois a sua latitude foi aceite.

### Benjamin Morrell
Em novembro de 1823, o capitão de navios de caça de focas Benjamin Morrell, chegou à região a sul das ilhas Sandwich do Sul na sua escuna Wasp. Mais tarde, e de acordo com as suas descrições, rumou para sul, seguindo, de forma inconsciente, o percurso tomado por James Weddell um mês antes. Morrell alegou ter atingido a latitude 70°14'S, ponto a partir do qual decidiu regressar pois os depósitos de combustível do navio estavam a ficar vazios — de outro modo, disse ele, poderia ter "chegado ao 85° sem qualquer sombra de dúvida." Depois de ter virado para norte, Morrell diz ter encontrado terra a qual descreve em detalhe, e a que deu o nome de Nova Gronelândia do Sul. No século seguinte, provou-se, no entanto, a inexistência desta terra. A reputação de Morrell como mentiroso levou a que a maior parte das sua alegadas descobertas geográficas não tivessem sido aceites pelos historiadores e académicos, embora tenham sido feitas tentativas de explicar as suas alegações.

### James Clark Ross
A expedição à Antártida de James Clark Ross entre 1839 e 1843, com os navios HMS Erebus e HMS Terror, foi um empreendimento de grande dimensão da Marinha Real Britânica, cujos principais objetivos eram testar as teorias contemporâneas sobre magnetismo, e tentar localizar o Polo Sul magnético. A expedição foi proposta pelo astrónomo Sir John Herschel, e foi apoiada pela Royal Society e pela Associação Britânica para o Avanço da Ciência. Ross tinha bastante experiência em observações magnéticas e exploração antártica; em maio de 1831, fez parte de um grupo que chegou até à localização do Polo norte magnético, e a sua escolha para comandante foi natural.

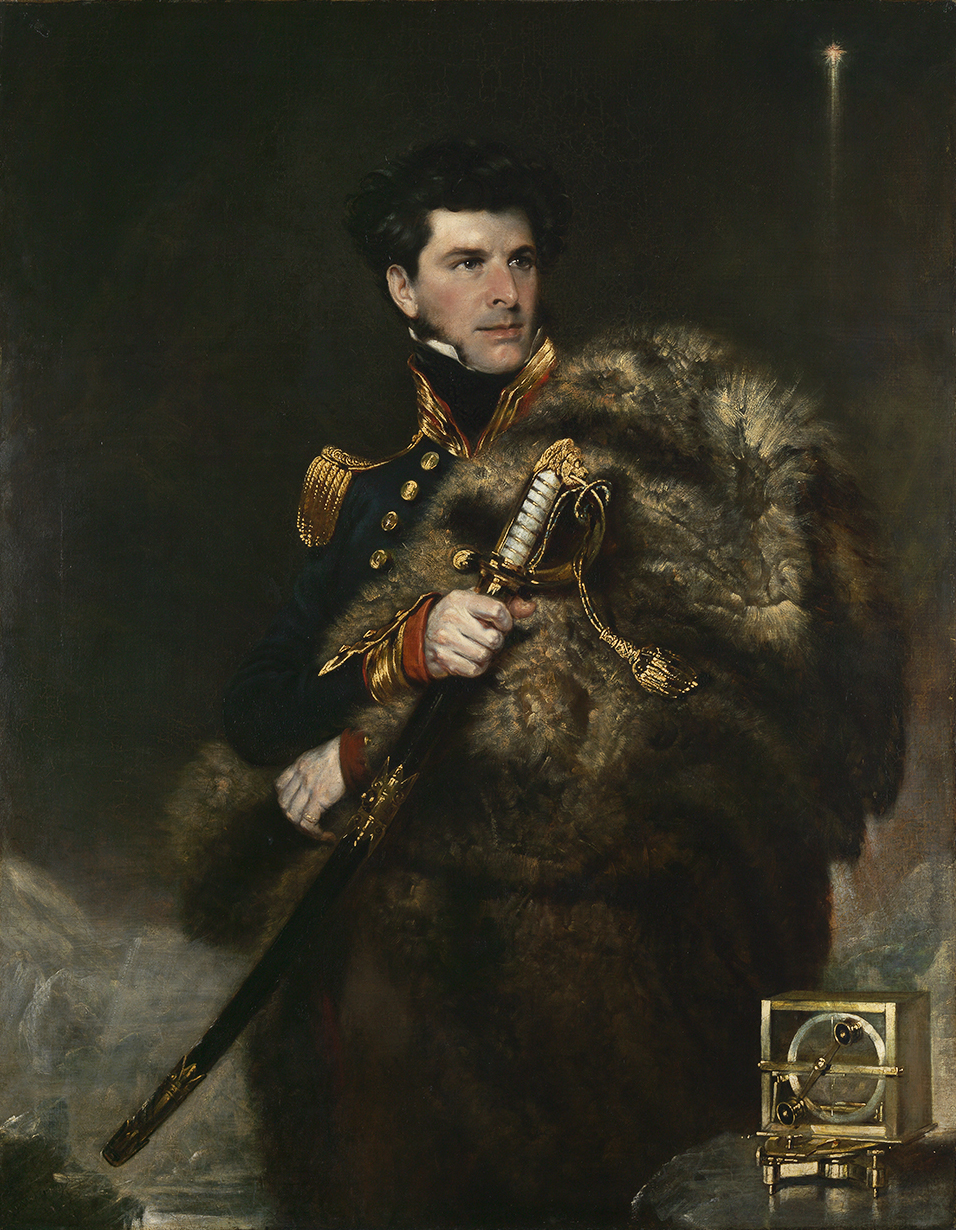
Capitão Sir James Clark Ross.

A expedição saiu de Inglaterra a 30 de setembro de 1839, e após uma viagem que teve várias paragens para realizar observações magnéticas, chegou à Tasmânia em agosto de 1840. Depois de uma pausa de três meses devido ao Inverno austral, rumaram na direção sudeste a 12 de novembro de 1840, atravessando o Círculo Antártico no primeiro dia do ano de 1841. A 11 de janeiro, avistaram um grande conjunto montanhoso ao longo da costa, a sul. A esta porção de terra, Ross deu-lhe o nome de Terra de Vitória, e às montanhas Cordilheira do Almirantado. Navegou ao longo da costa, para sul, passando pelo latitude de Weddell de 74°15'S, a 23 de janeiro. Alguns dias mais tarde, à medida que navegavam para leste para evitar o gelo costeiro, viram dois vulcões idênticos (um deles ativo), a que deram os nomes de monte Érebo e monte Terror, em honra dos navios da expedição.
A Grande Barreira de Gelo (mais tarde designada por "Plataforma de gelo Ross") estendia-se para leste daquelas montanhas, formando um obstáculo intransponível em direção a sul. Na sua procura por por uma entrada ou passagem, Ross explorou cerca de 560 km ao longo da parede desta barreira, e chegou a uma latitude de 78°S no dia 8 de fevereiro de 1841. Não encontrando um lugar seguro para ancorar durante o Inverno, regressou à Tasmânia, onde chegou em abril de 1841.

Na estação seguinte, Ross regressou e descobriu uma entrada na Barreira que lhe permitiu, a 23 de janeiro de 1842, chegar ainda mais a sul - 78°09'30"S -, uma marca que se manteria por mais 58 anos. Embora Ross não tenha desembarcado no continente antártico, nem aproximado do Polo Sul magnético, no seu regresso a Inglaterra, em 1843, recebeu o título de Cavaleiro pelas suas conquistas na exploração geográfica e científica.

## Exploradores da Idade Heroica
A expedição oceanográfica conhecida como Challenger (1872–76), explorou as águas da Antártida por várias semanas, mas não se aproximou da própria terra; a sua pesquisa, contudo, mostrou a existência de um continente antártico sem qualquer dúvida O impulso daquela que seria conhecida como Idade Heroica da Exploração da Antártida, teve início em 1893 quando, numa palestra da Royal Geographical Society, o professor Sir John Murray apelou a um recomeço da exploração antártica: "uma constante, continua, trabalhosa e sistemática exploração de toda a região sul". No seguimento deste pedido, apelou ao patriotismo britânico: "Será o último grande bocado de exploração marítima da superfície da nossa Terra empreendido pelos Britânicos, ou será ele deixado para aqueles que estão destinados a sucederem-nos ou mesmo a suplantar-nos no Oceano?" Nos 25 anos seguintes, serão realizadas quinze expedições de oito países diferentes. No contexto do espírito patriótico criado pelo apelo de Murray, e sob a influência do presidente da RGS Sir Clements Markham, os empreendimentos britânicos dos anos seguintes deram origem a vários recordes Farthest South, e deram origem a uma natureza competitiva - mais do que de exploração -  às expedições ao Polo Sul.

### Carsten Borchgrevink

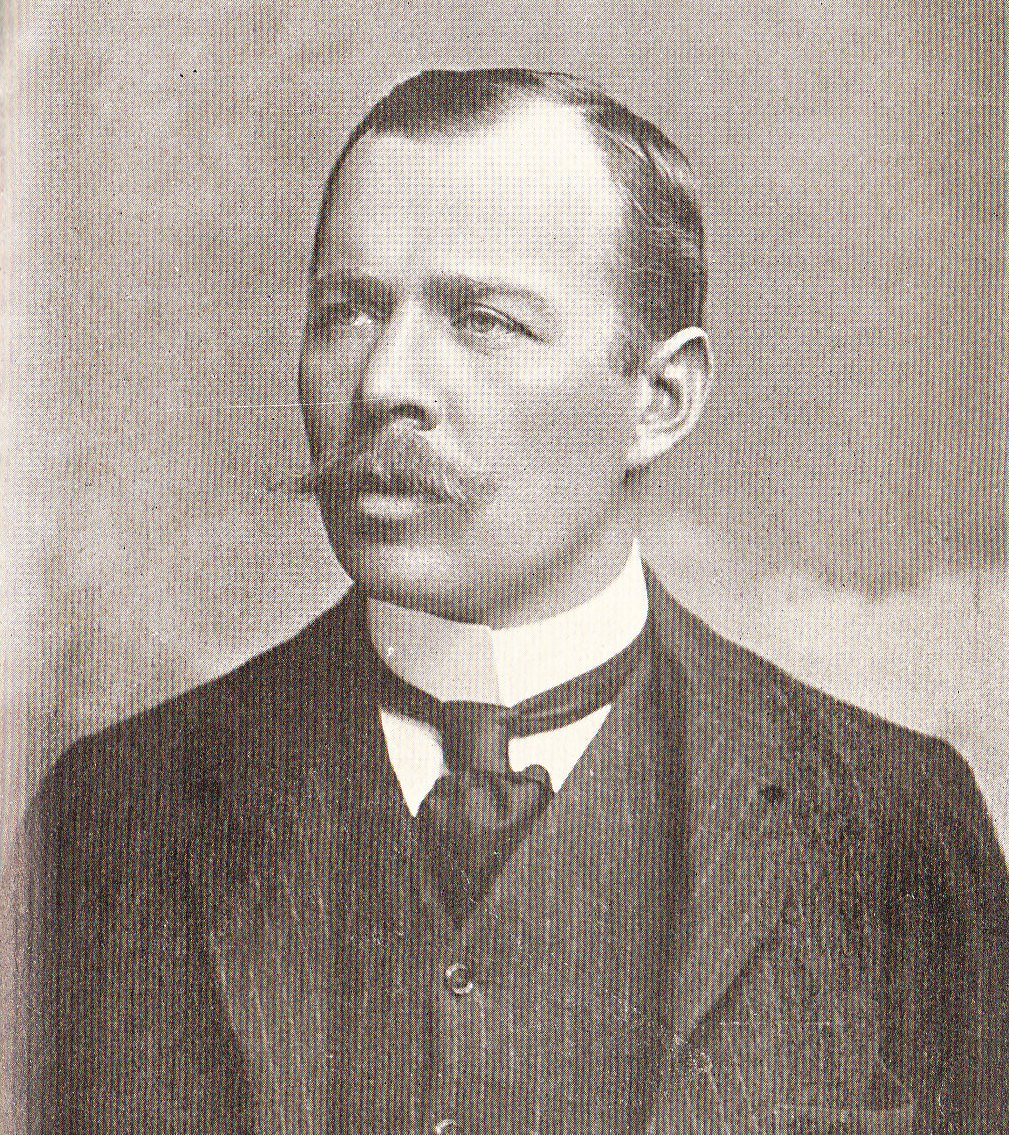
Carsten Borchgrevink, líder da Expedição Southern Cross, 1898–1900.

Natural da Noruega, Carsten Egeberg Borchgrevink emigrou para a Austrália em 1888, onde trabalhou em grupos de pesquisa em Queensland e Nova Gales do Sul antes de aceitar um cargo de professor numa escola. Em 1894, juntou-se a uma expedição de caça de baleias e focas à Antártida, liderada por Henryk Bull. Em janeiro de 1895, Borchgrevink fez parte de um grupo dessa expedição que afirmou terem sido os primeiros a desembarcar no continente antártico, em Cabo Adare. Determinado, Borchgrevink planeou regressar com a sua própria expedição, a qual iria passar lá o Inverno, e explorar o território na procura do Polo Sul magnético.
Borchgrevink foi a Inglaterra, onde conseguiu convencer o editor milionário Sir George Newnes a financiar a sua expedição, num montante de 40 000 libras, (cerca de 3 milhões de libras em 2008,) com a única condição de, apesar da pouca participação de cidadãos britânicos, a designação da aventura ser de "British Antarctic Expedition" (Expedição Antártica Britânica). Esta não era a "grande expedição" imaginada por Markham e pela Royal Geographical Society, que eram grandes críticos de Borchgrevink. A 23 de agosto de 1898, o navio da expedição, o Southern Cross, deixou Londres para o mar de Ross, chegando a Cabo Adare no dia 17 de fevereiro de 1899. Aqui, um grupo terrestre foi o primeiro a passar o Inverno no continente antártico, numa cabana pré-fabricada.
Em janeiro de 1900, o Southern Cross regressou, recolheu a equipa terrestre e, seguindo a rota que Ross efetuou 60 anos antes, rumou para a Grande Barreira de Gelo que, descobriram, tinha recuado cerca de 48 km para sul desde aquela altura. Um grupo composto por Borchgrevink, William Colbeck e um lapão de nome Per Savio, desembarcou com esquis e cães. Este grupo de homens subiu pela Barreira e fez a primeira viagem de trenó na sua superfície; a 16 de fevereiro de 1900, atingiram um novo máximo a 78°50'S. No seu regresso a Inglaterra, a expedição de Borchgrevink foi recebida sem entusiasmo, apesar do seu novo recorde. O historiador David Crane comentou que, se Borchgrevink fosse um oficial de marinha britânico, a sua contribuição para o conhecimento antártico teria sido recebido de melhor forma, mas "um marinheiro e professor nunca seria levado a sério".

### Robert Falcon Scott
A Expedição Discovery de 1901–04, foi a primeira do capitão Robert Falcon Scott à Antártida. Embora, de acordo com Edward Wilson, a intenção era "chegar ap Polo, se possível, ou encontrar novas terras", nada existe nos relatos de Scott, nem nos objetivos oficiais da expedição, que indique que o Polo Sul fosse o principal objetivo. No entanto, uma viagem para sul, em direção ao Polo, estava incluída na correspondência formal de Scott quando ele escreve "explorar a barreira de gelo de Sir James Ross ... e tentar resolver as importantes questões sobre geografia e física relaccionadas com a formação do gelo".
A viagem em direção a sul foi realizada por Scott, Wilson and Ernest Shackleton. O grupo partiu no dia 1 de novembro de 1902 com várias equipas de apoio, e uma destas, liderada por Michael Barne, ultrapassou a marca de Borchgrevink no dia 11 do mesmo mês, um facto registado por Wilson no seu diário, de forma muito entusiasta. A marcha continuou  em condições atmosféricas favoráveis, mas as dificuldades na marcha foram aumentando dada a falta de experiência de viagens no gelo do grupo, e da perda de todos os cães devido a má alimentação e excesso de esforço. A marca do 80°S foi alcançada a 2 de dezembro, e quatro semanas mais tarde, a 30 de dezembro de 1902, Wilson e Scott saíram para um pequeno percurso em esqui, do seu acampamento sul, para estabelecer um novo Farthest South a (de acordo com os seus cálculos) 82°17'S. Este valor pode não ser o mais correto; uma correlação entre mapas modernos, fotografias de Shackleton e desenhos de Wilson, colocam o seu último acampamento a 82°6'S, e o ponto alcançado por Scott e Wilson a 82°11'S. Seja qual for a latitude correta, eles ultrapassaram o recorde de Borchgrevink em cerca de 370 km.

### Ernest Shackleton
Depois de ter participado no novo recorde mais a sul durante a Expedição Discovery, Ernest Shackleton foi vítima de um colapso a nível físico na viagem de regresso, e foi enviado para casa, no navio de apoio da expedição, segundo ordens de Scott; a partir daqui, os dois homens ficaram rivais. Quatro anos mais tarde, Shackleton organizou a sua própria expedição polar - Expedição Nimrod, 1907–09. Esta foi a primeira expedição cujo objetivo era alcançar o Polo Sul, e com uma estratégia específica para o fazer.
Para completar o seu projeto, Shackleton adoptou uma estratégia de transporte mista que incluía a utilização de cães, póneis da Manchúria e um veículo motorizado especialmente concebido para a expedição. Embora os cães e o veículo tivessem sido utilizados na expedição em várias ocasiões, os póneis foram o meio escolhido para dar apoio na marcha final até ao Pólo. A dimensão do grupo de quatro homens foi ditada pelo número de póneis sobreviventes; dos dez que embarcaram na Nova Zelândia, apenas quatro resistiram ao Inverno de 1908.
Ernest Shackleton e mais três companheiros - Frank Wild, Eric Marshall e Jameson Adams - deram início à sua marcha a 29 de outubro de 1908. A 26 de novembro, passaram a marca de Scott, de 1902. "Um dia para recordar", escreveu Shackleton no seu diário, lembrando que eles atingiram aquela ponto em menos tempo do que na ocasião anterior com Scott. O grupo de Shackleton continuou na direção sul, descobrindo e subindo o glaciar Beardmore até ao planalto polar, e continuando até atingirem o seu Farthest South a 88°23'S, a apenas 180 km do Polo Sul, no dia 9 de janeiro de 1909. Aqui, colocaram a bandeira britânica que lhes tinha sido entregue pela rainha Alexandra, e tomaram posse do planalto em nome do rei Eduardo VII, antes de a escassez de alimentos e provisões os forçarem a regressar para norte. O facto de ter ultrapassado mais de seis graus de latitude sul desde o recorde de Scott, representou a maior extensão alcançada desde o capitão Cook, em 1773. Shackleton foi recebido como um herói no seu regresso a Inglaterra, e recebeu o título de Cavaleiro das mãos do rei Eduardo. No entanto, este novo registo só iria durar menos de três anos, sendo ultrapassado por Amundsen a 7 de dezembro de 1911.

## Conquista do Polo Sul

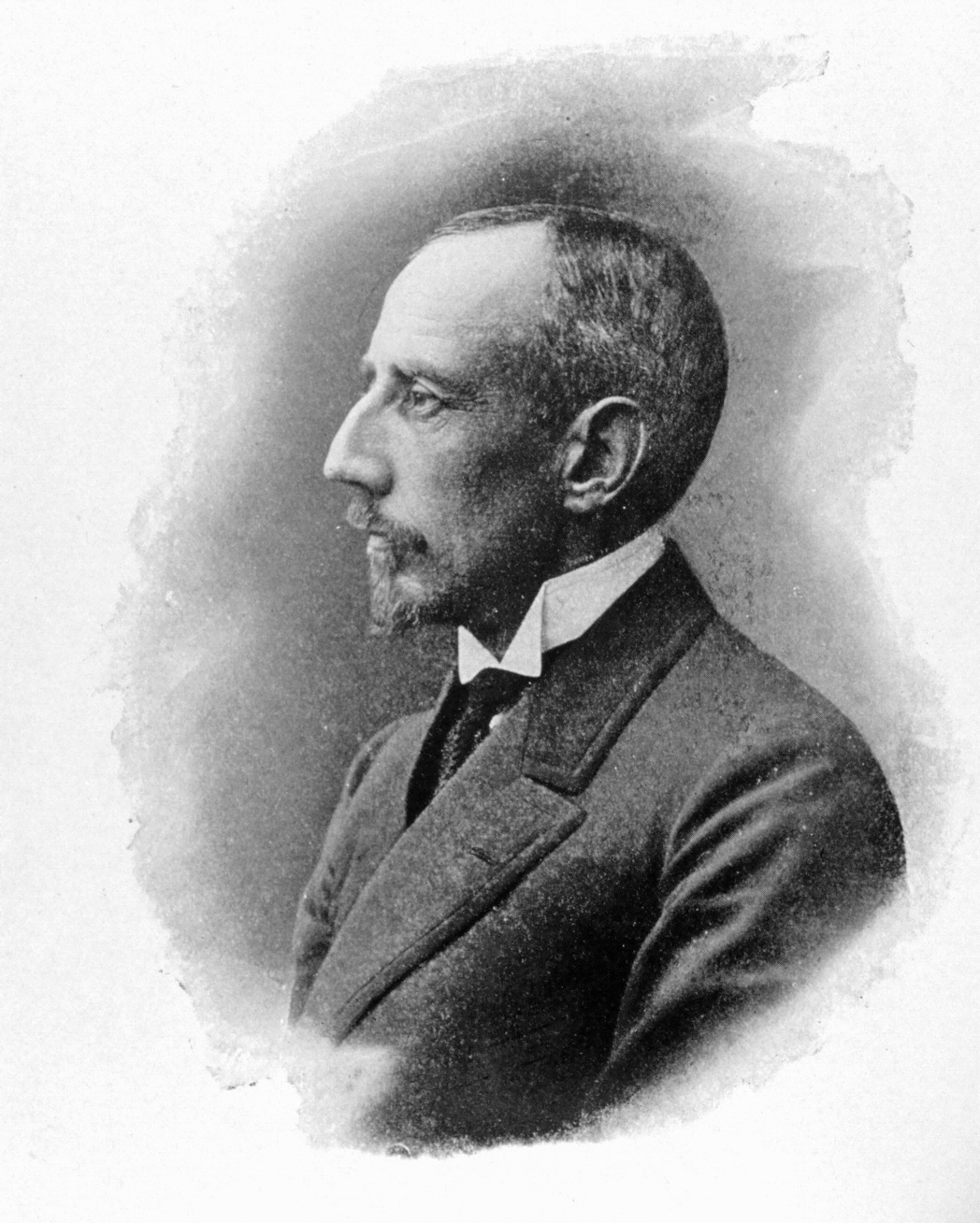
Roald Amundsen, líder da primeira expedição a chegar ao Polo Sul, 15 de dezembro de 1911.

No seguimento do novo recorde de Shackleton, o capitão Scott organizou a Expedição Terra Nova (1910–13), a qual definia como objetivo principal a conquista do Polo Sul para o Império Britânico. À medida que ia planeando a expedição, Scott tinha a certeza de que a conquista polar seria apenas sua, sem ninguém a competir com ele. Contudo, o explorador norueguês Roald Amundsen, que estava a planear uma expedição ao Polo Norte, mudou de ideias quando, em setembro de 1909, foi anunciado que os norte-americanos Frederick Cook e Robert Peary o tinham conquistado. Amundsen resolveu, então, dirigir os seus esforços para sul.
Amundsen ocultou a sua nova intenção até o seu navio, Fram, já se encontrar no Atlântico e sem comunicações.. Scott foi informado por telegrama que um rival se encontrava no terreno, mas não tinha outra hipótese que não continuar com os seus próprios planos. Entretanto, o Fram chegou à Grande Barreira no dia 11 de janeiro de 1911 e, três dias depois, encontrou uma enseada, a "Baía das Baleias", onde Borchgrevink tinha desembarcado onze anos antes. Este foi o local do acampamento-base de Amundsen, Framheim.
Após nove meses de preparação, a viagem polar de Amundsen começou no dia 20 de outubro de 1911. Evitando a rota conhecida para o planalto polar através do glaciar Beardmore, Amundsen levou o seu grupo de cinco homens para sul, chegando aos Montes Transantárticos a 16 de novembro. Descobriram o Glaciar Axel Heiberg, que lhes providenciou uma rota para a sua subida ao planalto, fazendo, depois, a última marcha até ao pólo. A marca de Shackleton foi ultrapassada a 7 de dezembro, e o Polo Sul, a 90°S, foi atingido no dia 14 de dezembro de 1911. A melhor experiência e desempenho do grupo norueguês nas técnica de viagem sobre o gelo com cães e esquis, foi decisiva. A equipa de cinco homens de Scott chegaram ao mesmo ponto 33 dias depois e, no seu regresso, acabaram todos por morrer. Desde as viagens de Cook, todas as expedições que foram, consecutivamente, batendo os recordes de latitude sul, antes de Amundsen, eram britânicas; no entanto, o triunfo final pertenceu aos noruegueses.

## Pós-conquista do Polo Sul

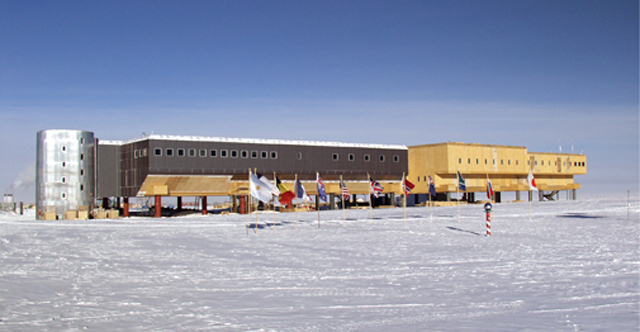
Estação Polo Sul Amundsen–Scott South Pole Station, fotografada em 2006

Depois da última viagem de Scott em janeiro de 1912, o local permaneceu sem a presença humana durante perto de dezoito anos. A 28 de novembro de 1929, o comandante da marinha norte-americana Richard Byrd e três outros homens, realizaram o primeiro sobrevoo do Polo Sul em avião. Vinte e sete anos mais tarde, o contra-almirante George J. Dufek tornou-se a primeira pessoa a pisar o pólo desde Scott quando, a 31 de outubro de 1956, ele e uma tripulação do R4D-5 Skytrain "Que Sera Sera", desembarcou no pólo. Entre novembro de 1956 e fevereiro de 1957, foi construída a primeira estação de pesquisa permanente no Polo Sul baptizada de Estação Polo Sul Amundsen-Scott em homenagem aos exploradores pioneiros. Desde então, a estação tem sido aumentada em dimensão, acolhendo cerca de 150 membros da comunidade científica e pessoal de apoio, desde 2008. Dufek deu um apoio significativo à Expedição Transantártica da Commonwealth (1955–58), liderada por Vivian Fuchs, a qual, em 19 de janeiro de 1958, se tornou o primeiro grupo a chegar ao Polo Sul, por terra, desde Scott.

## Evolução das latitudes alcançadas a sul

Posições das latitudes entre 1521 e 1911.

Tabela dos recordes do Farthest South entre 1521 e 1911
| Líder da expedição                     | País organizador      | Latitude alcançada              | Local                                                        | Ref. no mapa | Data                    |
| -------------------------------------- | --------------------- | ------------------------------- | ------------------------------------------------------------ | ------------ | ----------------------- |
| Habitantes aborígenes da Terra do Fogo | -----                 | 55°58'                          | Cabo Horn                                                    | B            | Presentes em 1521       |
| Fernão de Magalhães                    | Espanha               | 54° (aproximado)                | Estreito de Magalhães; terra habitada a sul da Terra do Fogo | A            | Novembro de 1521        |
| Francisco de Hoces                     | Espanha               | 55°59' (especulativo)           | Cabo Horn                                                    | B            | Janeiro de 1526         |
| Sir Francis Drake                      | Inglaterra            | 55°59' (especulativo)           | Cabo Horn                                                    | B            | Outubro de 1578         |
| Bartolomé e Gonzalo García del Nodal   | Espanha               | 56°30'                          | Passagem de Drake: ilhas Diego Ramirez                       | C            | Fevereiro de 1619       |
| James Cook                             | Reino da Grã-Bretanha | 66°20'                          | SE da Cidade do Cabo                                         | D            | 17 de janeiro de 1773   |
| James Cook                             | Reino da Grã-Bretanha | 71°10'                          | SE de Nova Zelândia                                          | E            | 30 de janeiro de 1774   |
| James Weddell                          | Reino Unido           | 74°15'                          | Mar de Weddell                                               | F            | 20 de fevereiro de 1823 |
| } James Clark Ross                     | Reino Unido           | 78° (aproximado)                | Mar de Ross                                                  | G            | 8 de fevereiro de 1841  |
| James Clark Ross                       | Reino Unido           | 78°09'30"                       | Mar de Ross                                                  | G            | 23 de janeiro de 1842   |
| / Carsten Borchgrevink                 | Reino Unido           | 78°50'                          | Plataforma de gelo Ross                                      | H            | 16 de fevereiro de 1900 |
| Robert Falcon Scott                    | Reino Unido           | 82°17' (reajustado para 82°11') | Plataforma de gelo Ross                                      | I            | 30 de dezembro de 1902  |
| Ernest Shackleton                      | Reino Unido           | 88°23'                          | Planalto do Polo Sul                                         | J            | 9 de janeiro de 1909    |
| Roald Amundsen                         | Noruega               | 90°                             | Polo Sul                                                     | K            | 14 de dezembro de 1911  |